# Ni Yulan
Compléments
Prix international Femme de courage (2016)
Ni Yulan (倪玉兰) est une avocate chinoise née le 24 mars 1960 à Pékin.
En 2013, elle est libérée de prison après avoir purgé une peine pour « troubles à l'ordre public ». En 2016, il lui est interdit de quitter la Chine pour recevoir le Prix international Femme de courage aux États-Unis.

## Biographie
Ni Yulan est connue pour son activisme contre les expropriations et les expulsions d'habitants dans le vieux Pékin. Elle dénonce par exemple les compensations insuffisantes accordées à la suite de ces expropriations, ainsi que certains cas de corruption. Ces expropriations se basent sur la propriété de la terre par l’État dans les villes et par la propriété collective dans les campagnes.
Ni Yulan a été emprisonnée pendant un an en 2002, pour avoir porté atteinte à la propriété publique lors d'une manifestation de protestation contre la démolition d'une maison traditionnelle à Pékin ; elle doit désormais marcher à l'aide d'une canne, après avoir été battue pendant sa détention dans les prisons chinoises.
Sa propre maison a été rasée en 2008. Elle a été arrêtée en avril 2008 pour s'y être opposée. Son procès a été prévu le 4 août de la même année.
Assignée à résidence dans un hôtel avec son mari, elle devait payer l’addition ce qui lui était impossible car elle était privée de revenus depuis qu’elle avait été radiée du barreau. Pour Ni Yulan, c’était devenu une prison noire, un des lieux de détention illégaux pour opposants. En avril 2012, elle est condamnée à plus de 2 ans de prison ferme. 
Elle est libérée en 2013 dans un mauvais état de santé.
En 2016, elle reçoit le Prix international Femme de courage. Ni Yulan a été empêchée de quitter la Chine, pour s’envoler vers Washington et recevoir son prix.